# Scopula quinquelinearia
Scopula quinquelinearia är en fjärilsart som beskrevs av Alpheus Spring Packard 1871. Scopula quinquelinearia ingår i släktet Scopula och familjen mätare. Inga underarter finns listade.